# Industriepark Schwarze Pumpe

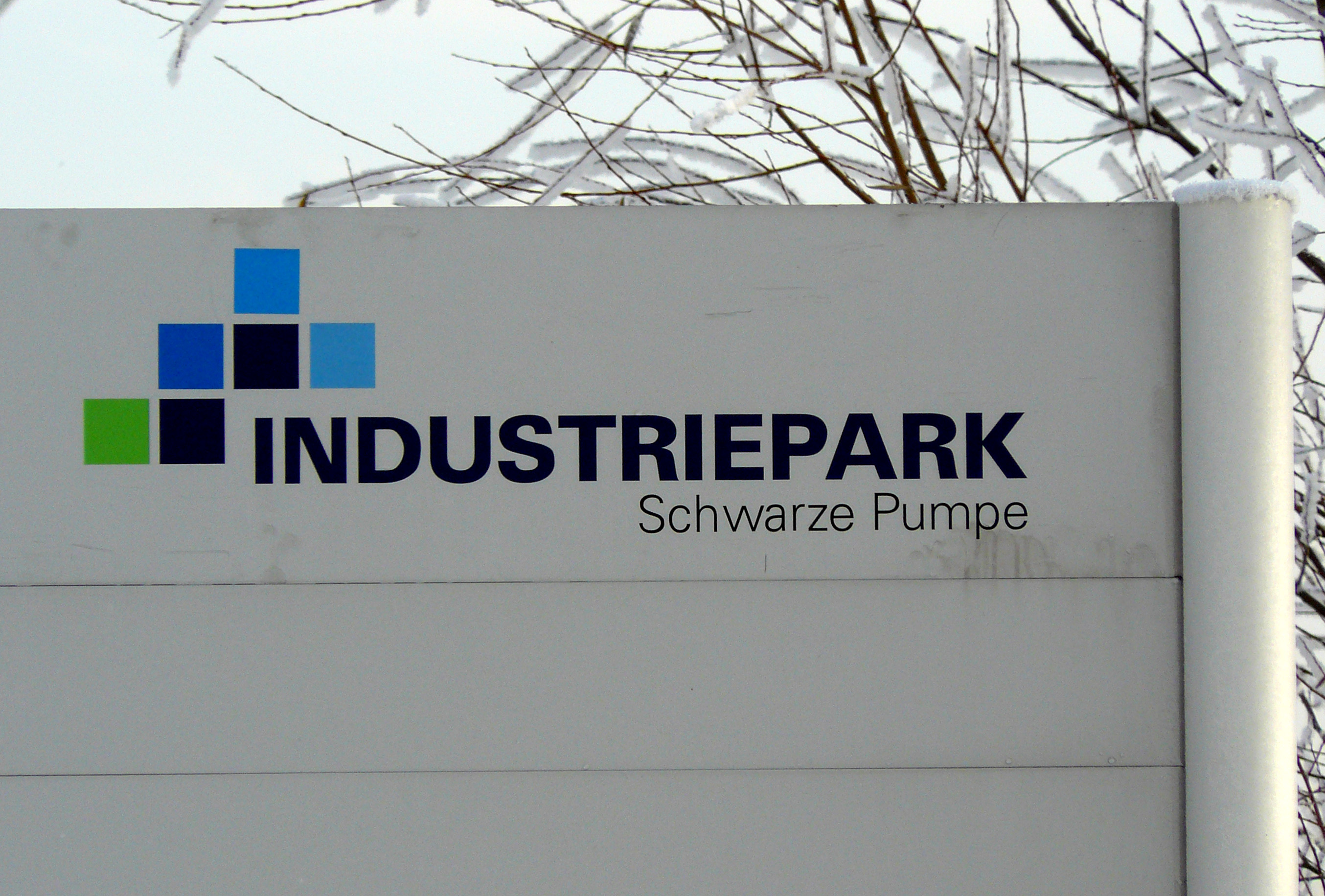

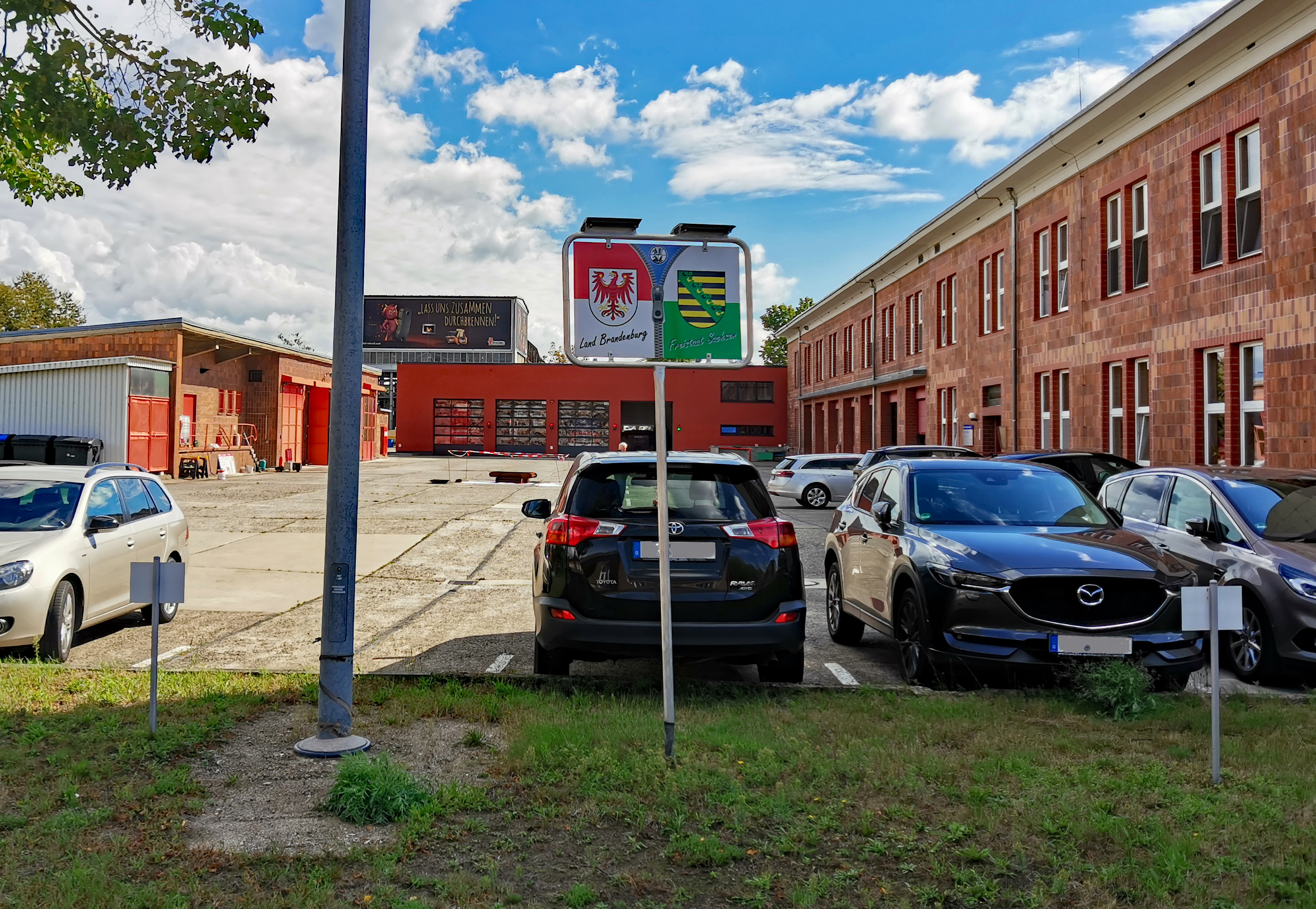
Ländergrenze Brandenburg – Sachsen

Der Industriepark Schwarze Pumpe ist ein Industriegebiet in Brandenburg und Sachsen, die Ländergrenze verläuft dabei von Nord-Ost nach Süd-West durch den gesamten Industriepark und teilt diesen in nahezu zwei gleich große Teile. Es befindet sich auf den Gemarkungen der brandenburgischen Orte Spremberg, Ortsteil Schwarze Pumpe und Trattendorf sowie der Gemarkung von Zerre in Sachsen.
2013 hat der Zweckverband Industriepark Schwarze Pumpe seine Arbeit aufgenommen. Mitglieder des Verbandes sind die Stadt Spremberg (Brandenburg) und die Gemeinde Spreetal (Sachsen). Aufgabe des Zweckverbands Industriepark Schwarze Pumpe ist die Versorgung der Unternehmen im Industriepark Schwarze Pumpe mit unterschiedlichen Medien sowie das Industrieparkmanagement. Zur Erfüllung seiner Aufgaben bedient er sich der ASG Spremberg GmbH als Konzessionärin und Betriebsführerin.
Der Industriepark Schwarze Pumpe umfasst eine Fläche von insgesamt 720 Hektar, 310 Hektar gehören dabei zu Spreetal, auf dem sich etwa 120 Unternehmen mit ca. 5500 Beschäftigten (Stand: 2021) angesiedelt haben. Die Auslastung der vorhandenen Fläche beträgt dabei 85 % (Stand: 1. Januar 2020).

## Geschichte

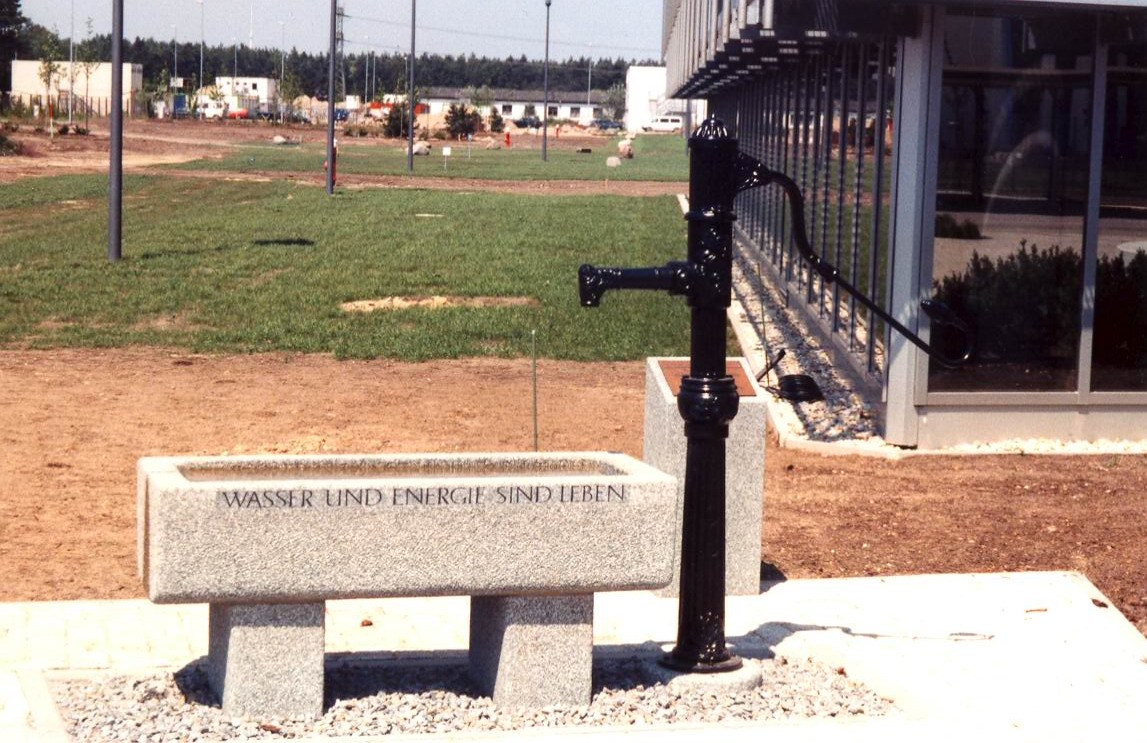
Symbolischer Nachbau der Schwarzen Pumpe im Eingangsbereich des gleichnamigen Kraftwerkes

Ursprünglich hieß die historische Gastwirtschaft der zur Gemeinde Terpe gehörenden Kolonie Pumpe Zur schwarzen Pumpe. 1955 wurde in der benachbarten Heidelandschaft mit dem Bau eines Braunkohlenveredlungswerkes begonnen. Für dessen Arbeiter wurde ab Juni 1957 die Plattenbausiedlung Hoyerswerda-Neustadt als zweite „sozialistische Wohnstadt“ der DDR errichtet. Zuvor waren viele der Arbeiter im Wohnlager I untergebracht, eine Barackensiedlung mit Wäscherei, diversen Geschäften, einer Küche, Klubhaus und Ambulanz. Zunächst überlegte man, Hoyerswerda mit dem ca. 15 km entfernten Gaskombinat mit einer Bahnlinie zu verbinden, entschied sich dann aber doch dafür, die Arbeiter mit Bussen täglich zu transportieren. 1959 lieferte das Werk erstmals Strom. Am Bau des Werkes war der VEB BMK Kohle und Energie maßgeblich beteiligt.
1958 wurde der VEB Gaskombinat Schwarze Pumpe gebildet, bis 1965 wurden insgesamt drei Brikettfabriken errichtet. Davon wurden zwei (Brikettfabrik West und Ost) nach der Wende abgerissen, die Brikettfabrik Mitte produziert heute noch Briketts für Haushalt- und Industriebedarf. Außerdem produzierte das Werk Stadtgas sowie Braunkohlehochtemperaturkoks. Am Standort befanden sich weiterhin drei Kraftwerke, die den Strom für das Werk und ca. 11 % des gesamten DDR-Bedarfs erzeugten und die Zentralwerkstatt, die eine Reihe von Wartungsarbeiten ausführte, die Wasserwirtschaft, die Betriebsakademie, eine Poliklinik zur medizinischen Versorgung, die Betriebsfeuerwehr und die Betriebsberufsschule. Hier wurden Lehrlinge u. a. zu Instandhaltungsmechanikern, Maschinisten, BMSR-Mechanikern und Baufacharbeitern ausgebildet. Es gab ebenfalls eine dreijährige Berufsausbildung mit Abitur.

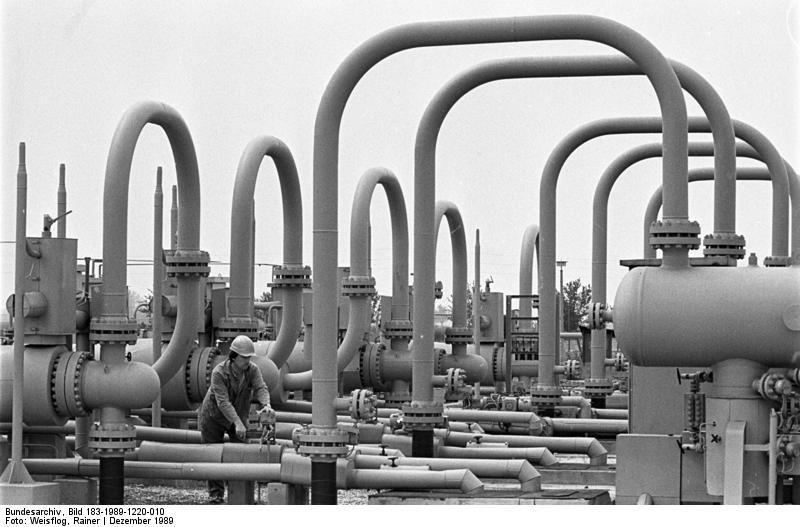
Anlagen des Untergrundspeichers des Gaskombinats Schwarze Pumpe in Bad Lauchstädt 1989

Das Gaskombinat Schwarze Pumpe war von entscheidender Bedeutung für die Energieversorgung der DDR. So wurden ca. drei Viertel des gesamten Stadtgasbedarfs der DDR hier produziert. Die Bedeutung spiegelte sich unter anderem auch durch eine im DDR-Vergleich bessere Versorgung der Städte Hoyerswerda und Cottbus mit Lebensmitteln, Wohnungen und Konsumgütern wider. Auch die Bezahlung der „in der Kohle“ Beschäftigten war höher als im DDR-Durchschnitt. Hinzu kam, dass Beschäftigte Deputatlohn erhielten. Das waren 100 Zentner Braunkohlebriketts im Jahr und monatlich zwei Flaschen akzisefreier Trinkbranntwein (auch „Kumpeltod“ genannt).
Das Kombinat leistete sich außerdem diverse Erholungsobjekte (z. B. Schloss Reinsberg bei Freiberg in Sachsen) und Kinderferienlager, u. a. in Oppach und Rennersdorf (beides in Sachsen).
Ab 1980 wurden in der DDR die Kombinate neu gebildet. Das Gaskombinat Schwarze Pumpe war eines der größten Kombinate mit insgesamt ca. 40.000 Mitarbeitern, davon ca. 15.000 allein in Schwarze Pumpe. Neben dem Hauptwerk in Schwarze Pumpe gehörten zum Kombinat außerdem:
VEB Braunkohleveredlung Espenhain, VEB Braunkohleveredlung Lauchhammer, VEB Steinkohlekokereien Zwickau, Großgaserei Magdeburg, VEB Verbundnetz Gas Böhlitz-Ehrenberg, VEB PKM Anlagenbau Leipzig und das Brennstoffinstitut Freiberg.
1990 erfolgte die Umwandlung des Kombinates zur Energiewerke Schwarze Pumpe AG (ESPAG). Die Kokerei, die neben dem Druckgaswerk auch als Verursacher der in weitem Umkreis spürbaren Geruchsbelästigung („Schwarze-Pumpe-Gestank“) bekannt war, wurde 1992 stillgelegt und abgerissen. Bei der Sprengung einer der drei Schornsteine fiel dieser durch einen Kernbohrungsfehler nicht wie vorherberechnet, was zur Zerstörung des Kesselhauses führte.
Die ESPAG ist 1993 in der Lausitzer Braunkohle Aktiengesellschaft (LAUBAG) aufgegangen. Im gleichen Jahr begann der Bau eines neuen Kraftwerkes, bestehend aus zwei Blöcken mit je 800 MW, durch die VEAG in Schwarze Pumpe. Die Kraftwerksblöcke gingen 1997 bzw. 1998 in Betrieb. Das Braunkohlekraftwerk hat eine Gesamtleistung von 1600 Megawatt. Markant am Kraftwerk Schwarze Pumpe ist das 161 Meter hohe Kesselhaus und somit dritthöchstes Dampferzeugergebäude in Deutschland (nach Block K des Kraftwerkes Niederaußem mit 168 m und den beiden Lippendorfern mit 163 m). Auf ihm befindet sich eine Aussichtsplattform. Das Kraftwerk wird heute von der Lausitz Energie Kraftwerke AG betrieben, die es am 30. September 2016 vom schwedischen Energiekonzern Vattenfall übernommen hatte. Die LEAG betreibt im Industriepark auch große Teile der ehemaligen Zentralwerkstatt weiter und wartet dort diverse Geräte und Schienenfahrzeuge, besonders aus den zum Unternehmen gehörenden Tagebauen.

## Ansässige Unternehmen und Anlagen (Auswahl mit Beschreibung)

### Batteriespeicher („BigBattery Lausitz“)
Am 3. Dezember 2018 wurde auf der in Cottbus stattgefundenen Barbarafeier bekanntgegeben, dass die LEAG beabsichtigt, auf dem Gebiet des Industrieparks Schwarze Pumpe einen Batteriespeicher unter dem Projektnamen „BigBattery“ mit einer Kapazität von 60 MWh zu errichten. Nach eigenen Angaben war die LEAG im Mai 2017 dafür eine Partnerschaft beim Batterie-Speicherprojekt der Firma Siemens unter dem Namen „Windnode“ eingegangen. Am 17. Dezember 2018 gab der LEAG-Vorstand auf einer Pressekonferenz weitere Details zu diesem Projekt bekannt. Demnach soll die „BigBattery Lausitz“, so der nun offizielle Name des Projekts, eine verfügbare Kapazität von 53 MWh haben und auf dem Gelände des Kraftwerk Schwarze Pumpe errichtet werden. Dieses Projekt ist in der Größe und technischen Zusammensetzung bisher einmalig in Europa. Die „BigBattery Lausitz“ soll hauptsächlich dafür genutzt werden, das Stromnetz, welches durch schwankende Einspeisungen der erneuerbaren Energien immer stärker belastet wird, zu stabilisieren.
Die „BigBattery Lausitz“, wird durch das tschechische Unternehmen EGEM, mit Sitz in České Budějovice errichtet, welches wie die LEAG zur Energeticky-a-Prumyslovy-Holding (EPH) des Unternehmers Daniel Křetínský gehört. Sie besteht dabei aus 13 Containern auf einer Gesamtfläche von 120 mal 44 Metern. Der Netzanschluss erfolgt direkt an das 110-kV-Netz über einen in unmittelbaren Nähe befindlichen Netzanschlusspunkt. Über eine Beteiligung der Firma Siemens an diesem Projekt wurden auf dieser Pressekonferenz keine Angaben gemacht. Die vorläufigen Gesamtkosten belaufen sich auf 25 Millionen Euro. Mit 4 Millionen Euro unterstützt das Land Brandenburg dieses Projekt.
Am 9. Juli 2019 erfolgte im Beisein der Bundesministerin für Umwelt, Naturschutz und nukleare Sicherheit Svenja Schulze, des Ministers für Wirtschaft und Energie des Landes Brandenburg Jörg Steinbach, des Vorstandsvorsitzenden der Lausitz Energie Bergbau AG und Lausitz Energie Kraftwerke AG Helmar Rendez und des Vorstandsmitgliedes, den für das Ressort Kraftwerke verantwortlichen, Hubertus Altmann die offizielle Grundsteinlegung. Weiterhin wurde bekannt, dass im Industriepark Schwarze Pumpe der Bau eines 10 MW Wasserstoff – Speicherkraftwerkes, so die offizielle Bezeichnung, unter dem Namen „Power to X“ erfolgen soll.
Nach umfangreichen Testläufen konnte die BigBattery am 10. Dezember 2020 in den offiziellen Probebetrieb gehen. Am 31. Dezember 2020 wurde die BigBattery, interne Bezeichnung „Block C“, in den Verantwortungsbereich des Kraftwerkes Schwarze Pumpe übergeben.

### Brikettfabrik Schwarze Pumpe
Am Standort befindet sich ebenfalls eine Brikettfabrik. Diese gehört zur Lausitz Energie Bergbau AG und beschäftigt ca. 200 Mitarbeiter. Produziert wird im Wesentlichen in der ehemaligen Brikettfabrik Mitte des Gaskombinats, welche am 6. Oktober 1963 in Betrieb ging und umfassend saniert wurde. Die beiden anderen Brikettfabriken Ost und West wurden Anfang/Mitte der 1990er Jahre abgerissen. Im Jahre 2007 wurden ca. 1,3 Mio. Tonnen Trockenbraunkohle produziert und vermarktet. Im Jahr 2013 stieg die Produktion auf 2 Mio. Tonnen Braunkohlen Veredlungsprodukte, wovon 800.000 Tonnen auf Briketts entfielen.
In Schwarze Pumpe werden Braunkohlenstaub, Wirbelschichtkohle und Briketts produziert. Die notwendige Braunkohle dafür werden in den Tagebauen Welzow Süd und dem Tagebau Nochten gewonnen. In der Brikettfabrik können bis zu 16 Trockensysteme in Betrieb genommen werden, in denen der Rohbraunkohle bei ca. 160 °C die Feuchtigkeit entzogen wird. Der dafür notwendige Prozessdampf wird mit einem Druck von 3,5 bar durch das benachbarte Kraftwerk Schwarze Pumpe bereitgestellt. Nach dem Trocknen können an bis zu 14 Brikettpressen die hier typischen Briketts gepresst werden. Die Briketts werden unter dem Markennamen „Lausitzer Rekord“ vermarktet. Produziert werden sowohl Briketts für den Hausbrand als auch Industriesteine für automatische Feuerungsanlagen.
Am 8. Juni 2009 wurde der Grundstein für die nach Fertigstellung größte Staubmahlanlage der Welt gelegt. Vattenfall investierte dafür 18 Millionen Euro. Seit der Inbetriebnahme im April 2010 ist es möglich, damit 88 Tonnen Braunkohlestaub pro Stunde zu erzeugen.
Mit der Einstellung der Brikettproduktion im Kohleveredlungsbetrieb Frechen Ende 2022 ist die Brikettfabrik Schwarze Pumpe die letzte noch aktive Brikettfabrik in Deutschland. Seit Mai 2025 steht die Brikettfabrik unter Denkmalschutz.

### CO2-armes Kohlekraftwerk

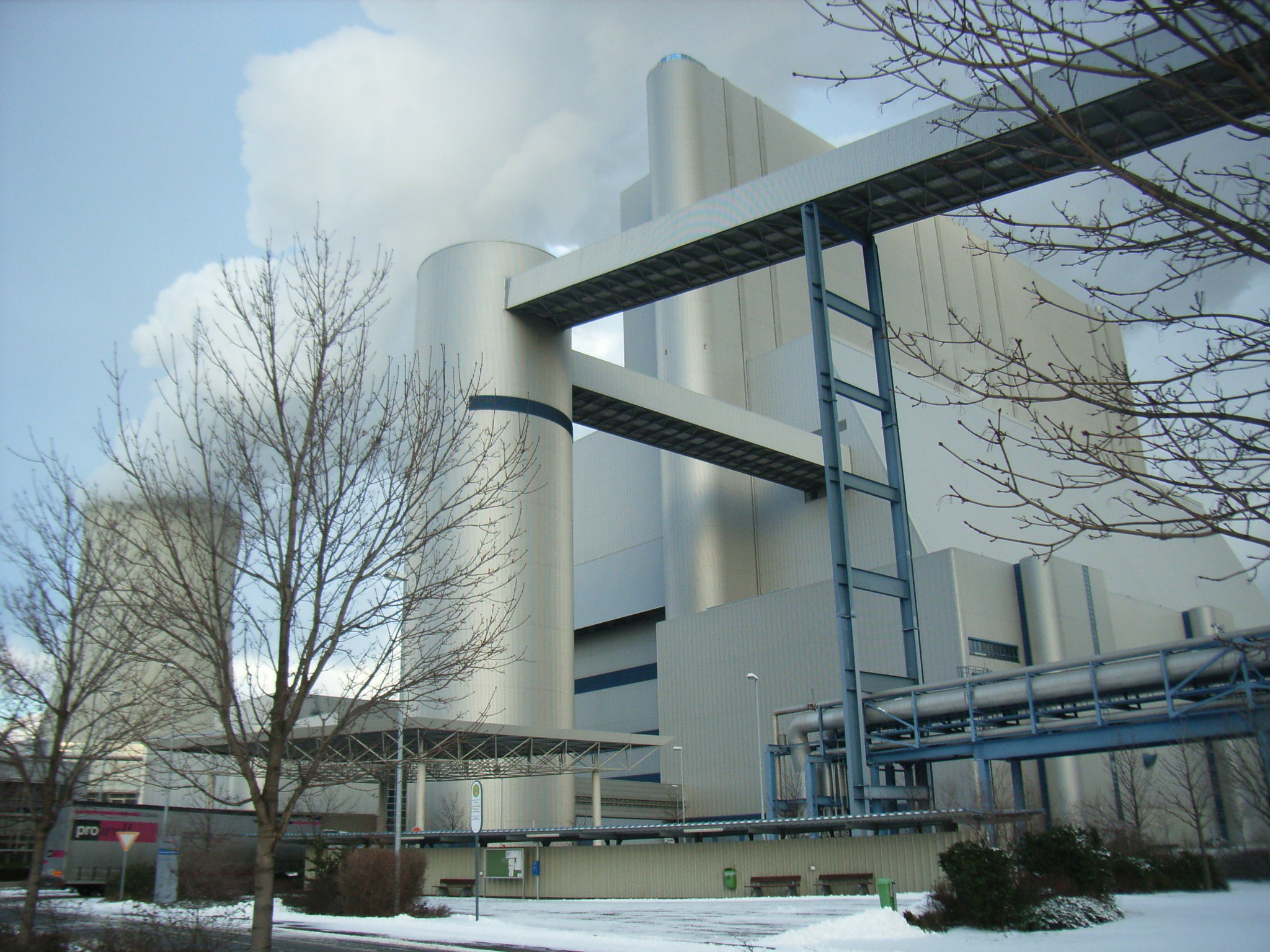
Das Kraftwerk Schwarze Pumpe im Januar 2007

Am 9. September 2008 wurde im Industriegebiet Schwarze Pumpe in unmittelbarer Nachbarschaft zum Kraftwerk Schwarze Pumpe die weltweit erste CO2-abscheidende Pilotanlage offiziell in Betrieb genommen. Es handelte sich um eine Anlage mit einer thermischen Leistung von 30 MW, die nach dem sogenannten Oxyfuel-Verfahren die Kohle mit nahezu reinem Sauerstoff und stickstoffbereinigtem Rauchgas verbrennt. Das dadurch entstehende Kohlendioxid wird verdichtet und verflüssigt. Es sollte dann in die Erde gepresst und gespeichert werden und damit nicht zur globalen Erwärmung beitragen. Die Anlage wurde am 1. September 2014 stillgelegt.

### KREBA-Fisch GmbH
Die Kreba-Fisch GmbH ist laut Aussage auf der eigenen Internetseite ein "Konsortium für Reform und Entwicklung der Binnenfischerei und Aquakultur". Mit Beginn des Jahres 2007 betreibt die KREBA-Fisch GmbH auch am Standort Schwarze Pumpe eine Fischzuchtanlage zur Produktion von Satzkarpfen und Satzstören. Wie auch schon bei anderen ansässigen Unternehmen ist auch hier eine enge Zusammenarbeit mit dem benachbarten LEAG-Kraftwerk Schwarze Pumpe Voraussetzung für ein erfolgreiches Gelingen. Diese Zusammenarbeit begründet sich darauf, dass das zur Aufzucht der Satzfische benötigte Warmwasser aus dem Kraftwerksprozess zur Verfügung gestellt wird.

### Papierfabrik Hamburger Rieger GmbH & Co. KG.
Am 17. Oktober 2003 erfolgte der erste Spatenstich für die Errichtung einer Papier- und Wellpappenfabrik im Industriepark Schwarze Pumpe mit einer Investitionssumme von ca. 175 Millionen Euro. Am 18. Oktober 2005 fand die offizielle Einweihung der Papierfabrik „Hamburger-Spremberg Papierfabrik GmbH und Co. KG“ statt. Die Versorgung mit dem zur Produktion benötigten Dampf erfolgte dabei zunächst vollständig aus dem unmittelbar benachbarten damaligen Vattenfall- jetzt LEAG-Kraftwerk Schwarze Pumpe.

Im Juli 2007 gab Konzernchef Thomas Prinzhorn bekannt, dass auf Grund von immer weiter steigenden Energiekosten neben einer zweiten Papiermaschine auch ein eigenes Kraftwerk errichtet werden soll. Die Gesamtinvestitionssumme dafür sollte ca. 400 Millionen Euro betragen. Die neue Papiermaschine sollte mit 8 m Breite die jetzige um 2,70 m übertreffen. Das zu errichtende Kraftwerk soll zur Kostenoptimierung als Ersatzbrennstoff-Kraftwerk (EBS-Kraftwerk) ausgeführt werden. Als Brennstoff sollen dabei pro Jahr etwa 238.000 Tonnen aufbereitete Siedlungsabfälle und andere ungefährliche Abfälle dienen. Zur Versorgung der Papiermaschine können bei einer erzeugten elektrischen Leistung von ca. 16 MW maximal 75 t/h Prozessdampf ausgekoppelt werden. Bei einer möglichen Dampfmehrabnahme verringert sich die erzeugte elektrische Leistung entsprechend. Die veranschlagten Investitionskosten für den Kraftwerksbau liegen bei etwa 135 Millionen Euro. 

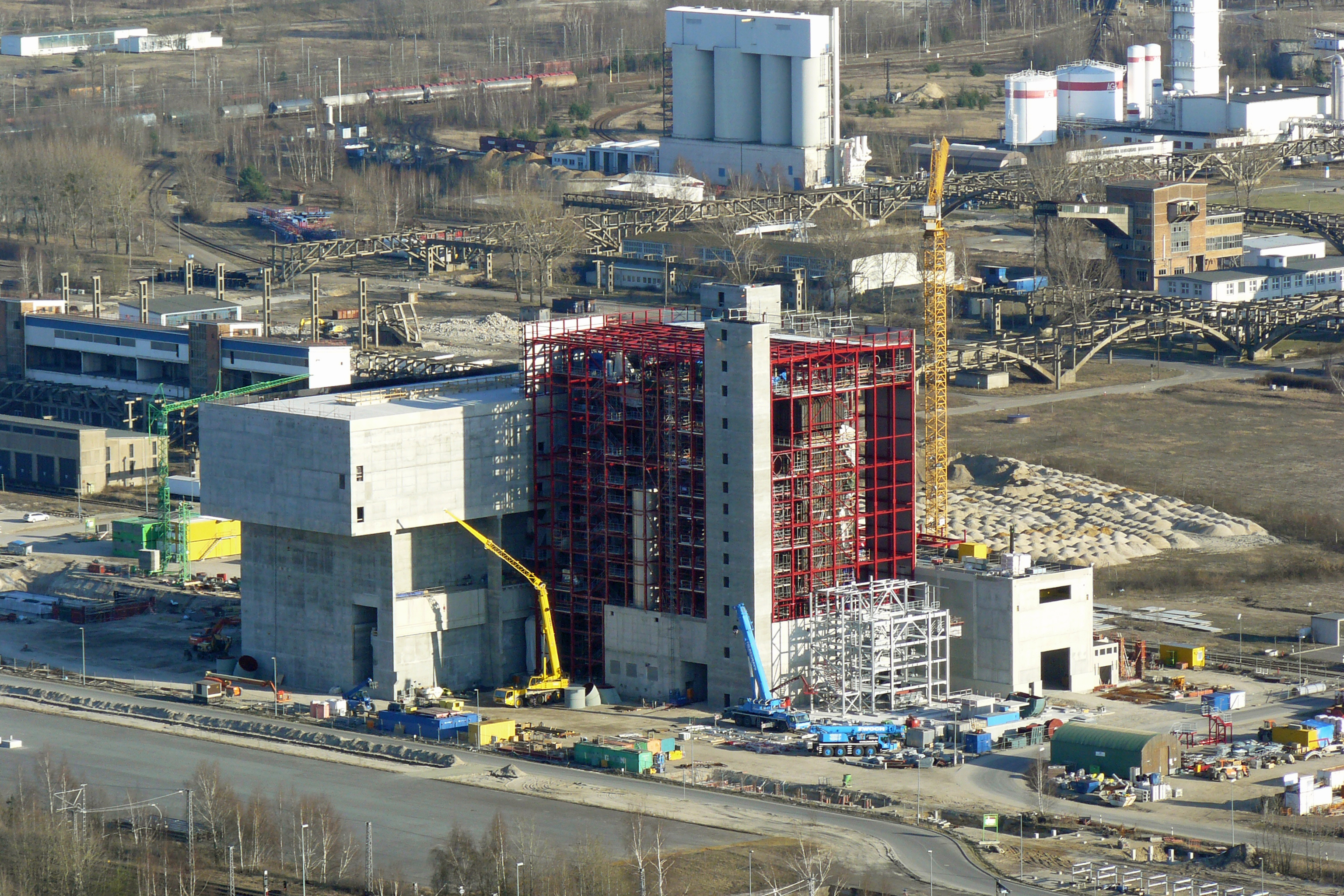
Baustelle des EBS-Kraftwerkes März 2012

Die Inbetriebnahme des Kraftwerkes, das unter dem Projektnamen Ignis lief, war ursprünglich für Anfang des Jahres 2011 geplant, wurde dann auf das Jahr 2012 verschoben. Am 29. April 2008 wurde der Genehmigungsantrag für die Errichtung eines EBS-Kraftwerkes eingereicht. Gegen diesen Antrag wurden insgesamt 83 Einwendungen, gegen unterschiedliche Belange, erhoben. Bereits am 17. Dezember 2008 erfolgte die Genehmigung zur Errichtung eines EBS-Kraftwerkes. Am 1. September 2009 wurde für den Betrieb des Kraftwerkes ein entsprechender Vertrag mit der Gesellschaft für wirtschaftliche Energieversorgung mbH aus Freiburg im Breisgau unterzeichnet.
Am 19. März 2009 verließ die einmillionste Tonne Papier die Papierfabrik Hamburger-Spremberg GmbH.
Am 20. Juli 2010 gab Thomas Prinzhorn bekannt, dass mit der Baufeldfreimachung und damit mit dem Bau des EBS-Kraftwerkes für die Papierfabrik begonnen wurde. Die eigentliche Bauphase des Kraftwerkes begann im September 2010, die Grundsteinlegung erfolgte am 12. November 2010, die Inbetriebnahme war für Ende 2012 geplant. Die Investitionssumme sollte 140 Millionen Euro betragen. Gleichzeitig bestätigte er Berichte, dass es auf Grund von immer schwieriger werdender und kostenintensiverer Beschaffung von Altpapier in den nächsten zehn Jahren keine zweite Papiermaschine am Spremberger Standort geben wird.
Im September 2010 fusionierten rückwirkend zum 1. Januar 2010 die beiden deutschen Standorte in Trostberg und Spremberg unter dem neuen Namen Hamburger Rieger GmbH Co. KG. Neuer Firmensitz ist Spremberg.
Am 1. Dezember 2012 wurde nach 26 Monaten Bauzeit im Kessel des EBS-Kraftwerkes das erste Feuer entzündet. Die erste Belieferung mit Prozessdampf aus dem „EBS Kraftwerk der Spreerecycling GmbH & Co. KG“, so der offizielle Name, in Richtung Papierfabrik erfolgte am 10. Januar 2013. Die „Spreerecycling GmbH & CO. KG“ ist ein Tochterunternehmen der „Hamburger Rieger GmbH Spremberg“. Die offizielle Inbetriebnahme des EBS-Kraftwerkes erfolgte am 23. Mai 2013 in Anwesenheit des Eigentümers Thomas Prinzhorn. Es entstanden dabei 50 neue Arbeitsplätze.
Ersatzbrennstoff-Kraftwerk
Wichtige Anlagenteile:
- Brennstoffbunker und Faserschlammentwässerung
- EBS-Verbrennungslinie (Rostfeuerung)
- Abgasreinigung der Reststoffkessellinie und Emissionsmessanlagen
- Anlieferung und Lagerung der Betriebsstoffe
- Speicherung und Verladung der Abfälle aus der Verbrennung
- Wasser-Dampf-Kreislauf-System
- Prozesswasserversorgung
- Hilfsdampferzeuger
- Notstromdiesel
- Elektro- und Leittechnik
- Druckluftanlage

Mit den beiden errichteten Hilfsdampferzeugern ist ein kontinuierlicher Dauerbetrieb z. B. bei Stillständen des EBS-Kraftwerkes nicht vorgesehen. Bei Stillständen des EBS-Kraftwerkes erfolgt die Dampfbelieferung zur Papierfabrik dann wieder aus dem benachbarten Braunkohlenkraftwerk Schwarze Pumpe. Das ursprüngliche verkündete Ziel der Hamburger Rieger GmbH, sich durch den Bau des EBS-Kraftwerkes am Standort Spremberg „frei von schmutzigen Braunkohlestrom zu machen“, konnte somit nicht umgesetzt werden.
| Beschreibung              | Einheit | Größe |
| ------------------------- | ------- | ----- |
| Wärmeleistung             | MW      | 110   |
| Frischdampfdruck          | bar     | 41    |
| Frischdampftemperatur     | °C      | 400   |
| maximale Frischdampfmenge | t/h     | 131   |

| Beschreibung                   | Einheit | Größe |
| ------------------------------ | ------- | ----- |
| aus externer Anlieferung       | Mg/a    | 110   |
| Fangstoffe aus Papierfabrik    | Mg/a    | 41    |
| Faserschlämme aus Papierfabrik | Mg/a    | 400   |

| Beschreibung  | Einheit | Größe       |
| ------------- | ------- | ----------- |
| Wärmeleistung | MW      | 36* pro. DE |

Der im EBS-Kraftwerk erzeugte Dampf wird einer nachgeschalteten Turbine zugeführt, durch die der elektrische Eigenbedarf des Kraftwerkes als auch der Papierfabrik abgesichert werden wird. „Überschüssig“ erzeugter Strom wird dabei ins Landesnetz eingespeist. Bei Stillständen des EBS-Kraftwerkes erfolgt die Stromversorgung aus dem Landesnetz. Das Kraftwerk hat einen Wirkungsgrad von etwa 65 %.
Zur Versorgung der Papiermaschine wird Anzapfdampf der Turbine genutzt, diese hat folgende Parameter:
| Beschreibung            | Einheit | Größe  |
| ----------------------- | ------- | ------ |
| Frischdampf-Massenstrom | t/h     | 131    |
| Frischdampfdruck        | bar     | 41     |
| Frischdampftemperatur   | °C      | 400    |
| Entnahmedruck           | bar     | 9      |
| elektrische Leistung    | MW      | 20     |
| Auskopplung für PapFab  | MW      | ca. 16 |

#### Zweite Papiermaschine
Im Oktober 2016 wurde bekannt, dass die Hamburger Rieger GmbH nun doch Planungen zum Bau einer zweiten Papiermaschine aufgenommen hat. Die Investitionssumme dazu soll 370 Millionen Euro betragen, gefördert werden könnte dies mit 34 Millionen Euro aus dem Fonds "Gemeinschaftsaufgabe Verbesserung der regionalen Wirtschaftsstruktur" (GRW) der Europäischen Union. Mit dem Bau der zweiten Papiermaschine würden etwa 200 neue Arbeitsplätze entstehen. Am 1. März 2018 bestätigte Cord Prinzhorn, geschäftsführender Vorstand der Prinzhorn Gruppe, das sein Unternehmen die geplante Papiermaschine am Standort Spremberg errichten wird und die Bauarbeiten dazu noch im Monat März 2018 beginnen. Auf Grund der Parameter des EBS-Kraftwerkes wird es nicht möglich sein, damit auch die nun geplante zweite Papiermaschine zu betreiben. In den bisherigen Presseveröffentlichungen gibt bisher keinerlei Aussagen darüber, wie die Dampfversorgung der zweiten Papiermaschine erfolgen soll.
Am 26. September 2018 erfolgte der Erste Spatenstich, welcher das Ende der Bauvorbereitungsmaßnahmen und den Anfang der Konstruktionsaufbauphase darstellte. Am 30. August 2019 wurde Richtfest für das Gebäude der zweiten Papiermaschine gefeiert. Dieses hat eine Länge von 400 Meter und eine Höhe von 28 Meter. Dafür wurden etwa 5500 Tonnen Stahl und 2700 Betonfertigteile verarbeitet. Die Kosten betragen 110 Millionen Euro. Am 14. November 2020 konnte die erste Produktion der Papiermaschine 2 (PM2) erfolgreich gestartet werden. Bei voller Auslastung ist die neue PM2 in der Lage, 500.000 Tonnen weiße und braune Verpackungspapiere zu produzieren. Eine Versorgung mit Prozessdampf erfolgt über die bereits vorhandene Dampfleitung aus dem Kraftwerk Schwarze Pumpe. Die Gesamtinvestitionssumme betrug 370 Millionen Euro.
Anders als konzeptionell ursprünglich vorgesehen, werden die beiden Hilfskesselanlagen, in besonderen Einsatzlagen, wie z. B. Ausfall des EBS-Kraftwerkes und/oder Reparatur desselben nun doch zur Versorgung der PM 1 oder PM 2 eingesetzt.

#### Kritik
Der Bund für Umwelt und Naturschutz Deutschland kritisierte in der Anhörungsphase zum Bau des EBS-Kraftwerkes im Jahr 2008, dass die Abgasreinigungsanlage nicht dem neusten Stand der Technik entspricht und Kostenreduzierung vor Umweltschutz bzw. Machbarkeit geht.

### Sekundärrohstoff-Verwertungszentrum Schwarze Pumpe
1995 gründete sich die Sekundärrohstoff-Verwertungszentrum Schwarze Pumpe GmbH (SVZ) aus der Lausitzer Bergbau-Verwaltungsgesellschaft. Hier erfolgt die Abfallverwertung, insbesondere von Klärschlamm, zu Synthesegas und Methanol. 2004 meldete das SVZ Insolvenz an. Im September 2005 wurde es an die Sustec Schwarze Pumpe GmbH, einer Tochtergesellschaft der Schweizer Sustec Industries AG, verkauft und damit vorerst der Weiterbetrieb gesichert.
Im Juni 2007 gab Sustec bekannt, sich aus dem Abfallgeschäft zurückzuziehen, da die Annahmeerlöse für Abfälle zu gering und die Energiekosten für Öl und Gas zu hoch seien. Eine mittelfristige Planung sieht die weitergehende Produktion von Synthesegas und Methanol, allerdings aus Braunkohlestaub, vor.
Im Juni 2008 verkaufte Sustec sein stillgelegtes Synthesegas-Kraftwerk in Schwarze Pumpe an die Schweizer Firma ATEL Holdings AG. Diese plant den Umbau des Kraftwerkes auf den Betrieb mit Erdgas mit einer Leistung von 56 MW.
Am 1. Januar 2010 wurde über das Vermögen der Sustec Schwarze Pumpe GmbH das Insolvenzverfahren eröffnet.

### Versuchsanlage – Druckaufgeladene Dampf-Wirbelschicht-Trocknung (DDWT)
Vattenfall Europe Mining & Generation errichtete mit einer Investitionssumme von ca. 6,5 Millionen Euro am Standort Schwarze Pumpe eine Versuchsanlage zur Druckaufgeladenen Dampf-Wirbelschicht-Trocknung von Rohbraunkohle. Die Versuchsanlage hat im 3. Quartal 2008 mit dem Probebetrieb begonnen und soll etwa zwei Jahre lang Erkenntnisse zur effektiven Vortrocknung von Rohbraunkohle liefern. Dadurch soll es möglich sein, den Wirkungsgrad von Kraftwerken um fast 48 % zu steigern. Durch die Kohlevortrocknung würden jetzige technische Lösungen an Dampferzeugern überflüssig werden. Bei der Versuchsanlage soll Rohbraunkohle, die mit etwa 55–60 % Wassergehalt angeliefert wird, auf eine Restfeuchte von ca. 15 % Wassergehalt vorgetrocknet werden. Am 7. Dezember 2008 erfolgte die offizielle Inbetriebnahme dieser Anlage.

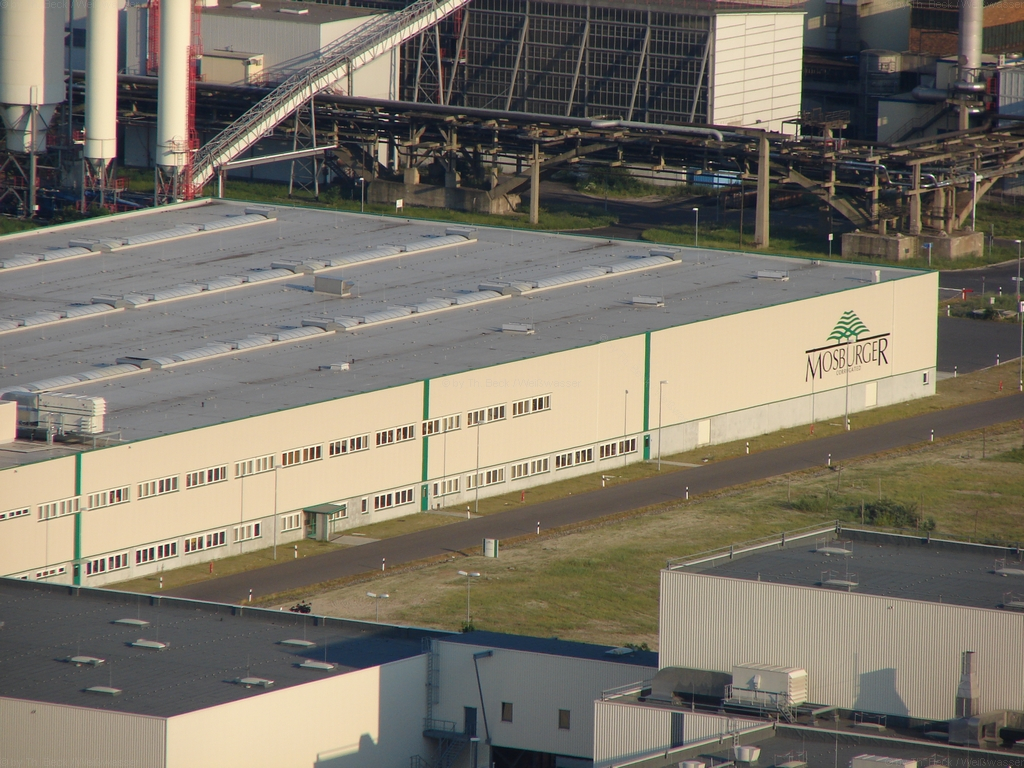
Wellpappwerk

Am 12. Februar 2013 nahm die DDWT-Anlage den Dauerbetrieb auf. Sie ist nunmehr in der Lage, knapp 10 Tonnen Rohbraunkohle pro Stunde zu verarbeiten. Vorerst werden diese (geringen) Mengen noch zur Herstellung von Kohlestaub und Briketts am Standort Schwarze Pumpe genutzt. Langfristig ist vorgesehen, Anlagen zu errichten, die 100 Tonnen pro Stunde verarbeiten können und damit auch großtechnisch an Kraftwerken einsetzbar sind. Im 3. Quartal 2017 wurde die Anlage außer Betrieb genommen und vorerst stillgelegt.

### Wellpappewerk Mosburger Corrugated
Die Wellpappenanlage von Mosburger Corrugated erzeugt täglich etwa 250.000 m² Wellpappe, wozu circa 100 Tonnen Altpapier benötigt werden. Aufnahme der Produktion war der 27. September 2005. Der Produktionsablauf erfolgt in enger Kooperation mit der benachbarten Papierfabrik Hamburger-Spremberg GmbH, von der große Mengen Papier zur Herstellung der Pappen bezogen werden. Haupterzeugnisse sind Wellpappe-Tafeln und Wellpappe-Verpackungen.
Die Wellpappenfabrik wird nicht aus dem EBS-Kraftwerk mit dem benötigten Prozessdampf versorgt, sondern bezieht diesen weiterhin aus dem benachbarten LEAG-Kraftwerk Schwarze Pumpe.

## Geplante Großinvestitionen

### Aluminiumwerk
Im Januar 2020 wurde durch Presseveröffentlichungen bekannt, dass die Firma „Altech Advanced Materials AG“ im Industriepark Schwarze Pumpe den Bau eines Werkes zur Herstellung von reinstem Aluminium plane. Dazu soll ein Optionsvertrag zum Kauf einer Fläche von 13 Hektar abgeschlossen werden. Das zu bauende Werk soll dabei baugleich eines Werkes in Malaysia werden.
Am 16. Juli 2020, nach mehreren Monaten Verhandlung zwischen der deutschen Tochter „Altech Industries Germany GmbH“ und der Gemeinde Spreetal wurde bekannt, dass ein Optionsvertrag über eine Fläche von 15 Hektar abgeschlossen wurde. Die Optionsvertrag ist befristet bis zum Juni 2021, wobei eine Verlängerung um 12 Monate möglich ist. Sollte es zum Bau des beabsichtigten Aluminium-Werkes kommen, sollen jährlich bis zu 400.000 Tonnen hochreines Aluminiumoxid produziert werden. Die möglichen Investitionskosten belaufen sich auf 400 Millionen Euro. Möglich wären dabei 150 bis 170 Arbeitsplätze. Baubeginn in Schwarze Pumpe soll aber erst dann sein, „wenn das malaysische Werk läuft“.
In einer Veröffentlichung vom 30. Januar 2021 bestätigte Vorstandsmitglied Ahrens („Altech Advanced Materials AG“), dass definitiv an der geplanten Investition im Industriepark Schwarze Pumpe festgehalten wird. Bekanntgegeben wurde außerdem, das nun nicht nur eins, sondern zwei Werke gebaut werden sollen. Neben dem bekannten Aluminium-Werk soll auch ein Werk zur Produktion von Anoden-Material entstehen, in dem Anodengraphit mit hochreiner Keramik beschichtet werden soll. Die Investitionskosten für dieses Werk sollen sich im zweistelligen Millionenbereich bewegen. Abhängig sei diese Produktionsstätte aber von möglichen Vertriebspartnern in Europa und Investitionspartnern für dieses Werk. Vorstellungen von Ahrens, dass sich die LEAG bei notwendigen Investitionen beteiligt, wurden von deren Pressesprecher nicht bestätigt. Laut Aussagen von Ahrens sollen 4000 Tonnen (in der LR Online vom 16. Juli 2020 wurden 400.000 Tonnen genannt) hochreines Aluminiumoxid produziert werden. Die Firma Altech ist bereits jetzt, in dem im Oktober 2020 eingeweihten Kompetenzzentrum für Gründer und Gewerbe Dock 3 Lausitz im Industriepark Schwarze Pumpe ansässig. Hier wird eine Pilotanlage zur Herstellung von Anodengraphit errichtet. Dieses wird mit hochreiner Keramik beschichtet und für Hochleistungs-Lithium-Ionen-Batterien verwendet.
Im Januar 2022 hat Altech die bestehende Option auf den Kauf einer Fläche neben dem Dock 3 Lausitz in einen Kaufvertrag umgewandelt.

### Wasserstoff-Speicherkraftwerk
Am 9. Juli 2019 wurde während der Grundsteinlegung der BigBattery in Schwarze Pumpe bekannt, dass auf dem Gelände des Industrieparks Schwarze Pumpe der Bau eines 10-MW-Wasserstoff-Speicherkraftwerkes geplant ist. Damit soll die Machbarkeit bewiesen werden, überschüssigen Strom in Wasserstoff umzuwandeln, zu speichern und bei Bedarf wieder abzurufen. Ebenfalls soll untersucht werden, wie sich ein Zusammenspiel zwischen dem Stromspeicher BigBattery und dem Wasserstoff-Speicherkraftwerk auf großtechnischer Basis gestalten lässt.
Am 13. Dezember 2019 unterzeichneten die beteiligten Projektpartner LEAG, ASG Spremberg (Zweckverband Industriepark Schwarze Pumpe), Entrag AG und Energiequelle GmbH einen Vertrag zum Bau einer Demonstrationsanlage für ein wasserstoffbasierendes Speicherkraftwerk. Name dieses Projektes ist „Referenzkraftwerk Lausitz Phase I“ (RefLau). Nach Angaben von Gerhard Hänel, Geschäftsführer der Wirtschaftsförderungs-Gesellschaft ASG im Industriepark Schwarze Pumpe, soll die Pilotanlage in den Jahren 2023/2024 gebaut werden und im Jahr 2025 in Betrieb gehen. Aus den gewonnenen Erfahrungen sollen dann weitere Großprojekte bis 500 MW möglich sein und entstehen. Die Idee für diese Pilotanlage geht auf den Ideenwettbewerb „Reallabore der Energiewende“ zurück, wo diese Idee einer der Gewinner war. Finanzielle Aspekte und Förderungen durch Bund und EU seien laut Aussage der Bürgermeisterin von Spremberg, Christine Herntier, jedoch noch völlig offen.
In ersten Planungen war vorgesehen, mit zwei unterschiedlichen Ansätzen bei der Wasserstoff-Rückverstromung die Machbarkeit eines solchen Projekts zu untersuchen. In einem Projekt sollte dabei die Verbrennung des aus regenerativen Strom erzeugten/umgewandelten Wasserstoffes in einer Gasturbine mit angeschlossenem Generator untersucht werden. Ein weiteres Projekt sah vor, den erzeugten Wasserstoff mittels Brennstoffzelle zur Stromerzeugung zu nutzen.
Im November 2020 wurden Spekulationen öffentlich, das die LEAG beabsichtigt, aus dem Projekt Wasserstoff-Speicherkraftwerk auszusteigen. Sowohl die LEAG („An Spekulationen darüber möchten wir uns nicht beteiligen.“) als auch Herntier („Ich kenne solche Rückzugspläne der LEAG nicht.“) dementierten entsprechende Meldungen.
Im Juli 2021 wurde bekannt, dass die LEAG nicht mehr auf der Liste der Gesellschafter für das „Referenzkraftwerk Lausitz GmbH“ zu finden ist und nach eigenem Bekunden „im Zuge der Projektentwicklung (sich) der Fokus unseres Beitrages geändert (hat). Gemeinsam mit der Hochschule Zittau-Görlitz möchten wir uns vorrangig in der Forschungskomponente des Projektes engagieren“. Als ein weiterer Grund des Quasi-Ausstieges der LEAG werden auch unterschiedliche Ansichten über die Führung des Projektes zwischen der LEAG auf der einen und der Energiequelle GmbH und Entrag AG auf der anderen Seite gesehen.
Durch später geänderte Rahmenbedingungen des Bundeswirtschaftsministeriums auch in Bezug der Förderung eines solchen Projekts und dem Fernbleiben finanzstarker Partner erwiesen sich beide Projekte der ursprünglichen Planung als nicht mehr finanzierbar.
War zu Beginn des Projekts noch die Rede von 100 Millionen Euro Fördersumme, stehen nun eventuell noch 30 Millionen Euro zur Verfügung. Ein Gelingen des Projekts wird nur dann gesehen, wenn die notwendigen regenerativen Erzeugungsanlagen im direkten Umfeld zur Verfügung stehen, was aktuell nur zu etwa 50 % gegeben ist (Stand August 2021). Auch müsste schon in der Versuchsphase erzeugter grüner Strom und produzierter Wasserstoff vermarktet werden.

### Batteriefabrik der Altech Batteries GmbH
Im sächsischen Teil des Industrieparks Schwarze Pumpe soll zukünftig die keramische cerenergy®-Festkörperbatterie produziert werden. Diese war über zehn Jahre lang im Fraunhofer IKTS entwickelt worden, im September 2022 wurde dann die Altech Batteries GmbH gegründet, an der die Altech Energy Holding zu 75 % und die Fraunhofer-Gesellschaft zu 25 % beteiligt sind. Die Batteriefabrik soll auf einer 14 Hektar großen Brachfläche errichtet werden. Für die erste Linie wird eine Jahresproduktion von 100 MWh avisiert.

## Liste weiterer ansässiger Firmen
(Stand 1. Februar 2021)
- Actemium BEA GmbH (Elektro-, Automatisierungs- und IT-Technik)
- admeritia GmbH (IT-Sicherheit)
- AGAT TANK GmbH (Betrieb eines Tanklagers für Mineralöle und der Handel mit Mineralölen und Chemieprodukten)
- Altech Industries Germany GmbH (hochreines Aluminiumoxid, Festkörperbatterien, Pilotanlage im Dock3 Lausitz)
- ASG Spremberg GmbH (Wirtschaftsförderung, Industrieparkmanagement)
- AGG Allgemeine Gebäudereinigung GmbH Co. KG (Gebäudereinigung)
- BauCom Bautzen GmbH Tief- und Straßenbau (Tief- und Straßbau)
- BFL-Gerüstbau GmbH (Gerüstbau)
- Bilfinger arnholdt GmbH, Betriebsstätte Schwarze Pumpe (Gerüstbau)
- BKR Ingenieurbüro GmbH, Büro Brandenburg (Vermessung, Baubegleitung)
- Blue Planet Bio-Energy Deutschland GmbH (Errichtung und Betrieb eines Blockheizkraftwerkes sowie einer Anlage zur Produktion von Bio-Methanol)
- Cobau GmbH Hoyerswerda (Instandhaltung von Industrieanlagen)
- Danogips GmbH &Co. KG (Herstellung von Gipserzeugnissen für das Baugewerbe)
- Deutsche Biomethanolfabrik Schwarze Pumpe GmbH (Produktion von Methanol)[41]
- Dock3 Lausitz
- Dunapack Spremberg GmbH & Co. KG (Herstellung von hochwertigen Kartonagen)
- E u. G Anlagentechnik und Service GmbH (Wartung und Reparatur von Tagebaugroßgeräten)
- EMIS Electrics GmbH, Betriebsstätte Schwarze Pumpe (Automatisierung, Elektrische Maschinen und Energieversorgung)
- Envia Mitteldeutsche Energie AG (Energieversorger)
- ETIG Elektronische Industrie Automatisierungs GmbH (Automatisierung, Maschinenbau, Elektrotechnik, SPS Programmierung)
- FAM Anlagen-Service GmbH, Kraftwerk Schwarze Pumpe (Schüttgut-Anlagen, Tagebautechnik, Lagerplatztechnik, Aufbereitungstechnik, Verladesysteme, Fördertechnik)
- Felbermayr Deutschland GmbH, Niederlassung Schwarze Pumpe (Kranvermietung)
- Forster Industrie-u Kesselreinigung GmbH (Industrie- und Kesselreinigung)
- GESTA Gesellschaft für Stahlrohrgerüste mbH, Niederlassung Lausitz, Industriepark Schwarze Pumpe (Gerüstbau)
- GMB GmbH (Bergbau Services), GMB (Vermessung), GMB Geotechnik
- GP Papenburg Betonwerke GmbH (Beton Fertigteile)
- Hamburger Rieger GmbH (Papier und Pappen Herstellung)
- HANSA-FLEX AG Niederlassung Spremberg/Schwarze Pumpe (Hydraulikschläuche und Zubehör)
- Heidelberger Beton Elster-Spree GmbH & Co.KG Werk Schwarze Pumpe
- HPC AG (Ingenieurunternehmen Umweltbereich)
- ISIMKO GmbH, Technisches Büro Schwarze Pumpe (Informationstechnik, Sicherheitstechnik, Medientechnik und Kommunikationstechnik)
- ISS Energy Service GmbH (Dienstleister Fuhrpark, Catering)
- JumboTec GmbH (Gleisbau und Instandhaltung)
- KAEFER Montage GmbH (Montageleistungen, Dienstleister)
- Knauf Deutsche Gipswerke KG (Herstellung von Gipskartonplatten)
- KOARK Automation GmbH (Elektro- und Automatisierungstechnik)
- Kranservice Rheinberg GmbH, NL Ost (Kranleistungen)
- KREBA – Fisch GmbH (Fischzucht)
- KREISEL GmbH & Co KG (Anlagenbauer Schüttgut)
- KSC Kraftwerks-Service Cottbus Anlagenbau GmbH, Betriebsstätte Schwarze Pumpe (Instandsetzung, Rohrleitungsbau)
- Landratsamt Bautzen (Sachgebiet Arbeitgeberservice)
- Lausitz Energie Bergbau AG
- Lausitz Energie Kraftwerke AG
- Lausitzer und Mitteldeutsche Bergbau-Verwaltungsgesellschaft mbH (Flächenmanagement)
- LEAG (Ausweisstelle Süd)
- LEAG, Kraftwerk Schwarze Pumpe (Elektroenergieerzeugung)
- LEAG, Tagebaue (Instandhaltung)
- LEAG, Technischer Service Tagebaue (Instandhaltung)
- LEAG, Veredlung (Brikettherstellung, Braunkohlestaub)
- LECO Beteiligungs-Management GmbH & Co Industrieservice KG (Dienstleister mit umfangreichen Spektrum)
- LECO Hoch- und Tiefbau GmbH (Hoch- und Tiefbau)
- Lieblang Industrie Service GmbH (Dienstleister mit umfangreichem Spektrum)
- Linde Gas Produktionsgesellschaft mbH & Co. KG (Technische Gase)
- Lobbe Industrieservice GmbH & Co. KG Niederlassung Ost (Dienstleister im Bereich Sanierung, Reinigung)
- M&S Umweltprojekt GmbH, Geschäftsstelle Lausitz, Betriebsstätte Schwarze Pumpe (Dienstleister bei Umweltprojekten, Überwachung)
- MALERKon GmbH (Maler- und Strahldienstleistungen, Dekontamination)
- mädler Werbeagentur GmbH
- Nagel Ingenieurbau GmbH
- NEXT Automotive Testing GmbH (Software, Testanlagen E-Mobilität)
- Personal Konzept GmbH (Personaldienstleister für Industrie- und Elektromontagen)
- Piepenbrock Instandhaltung (Instandhaltung)
- Polaris Wartungskundendienst GmbH (Kälte– und Klimatechnik)
- PR PowerRepro (Kopier- und Druckservice)
- PROPLAN GmbH (Planung, Projektierung MSR Leistungen)
- PUR-Industrie-Dienstleistungs GmbH (Elektro- und MSR-Technik sowie Waagen-, Pumpen- und Motorenservice)
- Reif Kommunikationstechnik und Anlagenbau Schwarze Pumpe (Kommunikationstechnik)
- Rheinbraun Brennstoff GmbH
- Rhomberg Sersa Deutschland GmbH (Gleisbau)
- RO-EL Umwelttechnik und Dienstleistungs GmbH (Industriereinigung, Ölwirtschaftluiche Dienste)
- RSB LOGISTIC GMBH (Tochterunternehmen von Rheinbraun Brennstoff GmbH)
- RTR-Handelsgesellschaft Ries-Thiel-Ruser GmbH & Co. KG (Stahlrohren, Rohrzubehör, Walzstahlerzeugnissen)
- SAG GmbH, Niederlassung Chemnitz/Dresden, Stützpunkt Schwarze Pumpe (Umsetzung energie–technischer Infrastruktur)
- Schmid Polysilicon Production GmbH (Herstellung von Polysilizium)[42]
- SHD System-Haus-Dresden GmbH (IT-Infrastruktur und Prozessdigitalisierung)
- Siemens Deutschland, Infrastructure & Cities Sector, Mobility and Logistics Division (IT-Lösungen)
- SIK Peitz GmbH Kraftwerkstechnik (Kraftwerksservice)
- Silvio Bensch Tiefbau eK (Bauleistungen, Kabelbau, Erdbau, Straßenbau)
- Sonepar Industrie-Elektrohandel GmbH, Niederlassung Lausitz (Elektro–Großhandelsunternehmen)
- SPIE SAG GmbH, Servicebereich Calau (Dienstleister Elektrotechnik, Automatisierung)
- Spreerecycling GmbH & Co. KG (Ersatzbrennstoff Kraftwerk)
- STEBATEC GmbH (Umwelttechnik, Prozessleittechnik, Automation)
- Sulzer Pumpen (Deutschland) GmbH, Service Station Schwarze Pumpe (Pumpen Service)
- SYNLAB Analytics & Service LAG GmbH (Labordienstleistung)
- TBG Transportbeton Elster-Spree GmbH & Co. KG (Fertigbeton)
- TIP TOP Industrievulkanisation Schwarze Pumpe GmbH (Vulkanisierung, Gummierung)
- Tischlerei Lausitz GmbH (Tischlerarbeiten)
- Transport- und Speditionsgesellschaft Schwarze Pumpe mbH (Transportleistungen)
- Veolia Umweltservice Ost GmbH & Co. KG (Entsorgungsservice)
- VG-ORTH GmbH & Co. KG (Gipsproduktion)
- W. Fiedler GmbH Spedition & Kranleistungen GmbH (Speditions- und Kranleistung)
- Waury Fördertechnik GmbH (Systemanbieter für Kommunal-, Reinigungs- und Gartentechnik)
- Dr. Doreén Wächtler (Personal, Management, Coaching)
- Wärmeversorgungsgesellschaft mbH Hoyerswerda
- Weber Industrieller Rohrleitungsbau & Anlagenbau Merseburg GmbH & Co. KG, Baustelle Schwarze Pumpe (Anlagenbau)
- Weinert Catering Service GmbH (Catering)
- Weniger GmbH Elektrogroßhandel (Elektrogroßhandel)
- Xercis Liegenschafts-GmbH
- Xervon GmbH, Region Ost (Industriedienstleister im Bereich Gerüstbau und Isolierung)
- zeros GmbH (Prüflabor)
- zis-M GmbH Schweißtechnik (Vertrieb und Vermietung von Schweißtechnik)

## Rezeption
Der im nahen Spreetal lebende Liedermacher Gerhard Gundermann beschrieb in einer Strophe des Liedes Straße nach Norden die Veränderungen im Industriepark Schwarze Pumpe.